# Miracle (chanson de Cascada)
Pour les articles homonymes, voir Miracle (homonymie).
Singles de Cascada
Bad Boy
(2005)
Miracle est un titre issu de l'album Everytime We Touch.

## Les singles

### Version Originale
4-track Single 
1. Miracle [Radio Mix] – 3:38
2. Miracle [SAD Radio Mix] – 3:26
3. Miracle [Extended Mix] – 6:08
4. Miracle [Icarus Mix] – 6:58

### États-Unis single
- 7-track Single

1. Miracle [Radio Mix] – 3:38
2. Miracle [USA Radio Mix] – 3:25
3. Miracle [SAD Radio Mix] – 3:26
4. Miracle [Extended Mix] – 6:08
5. Miracle [USA Extended Mix] – 5:05
6. Miracle [Icarus Mix] – 6:58
7. Miracle [SAD Extended Mix] – 7:08

### Pays-Bas single
- 2-track Single

1. Miracle [Radio Version] – 3:39
2. Miracle [Extended Version] – 6:07

### Espagne single
- 7-track

1. Miracle [Radio Mix] – 3:38
2. Miracle [SAD Radio Mix] – 3:26
3. Miracle [Extended Mix] – 6:08
4. Miracle [Icarus Mix] – 6:58
5. Miracle [After Dark Version] – 3:10
6. Miracle [Video Edit] – 3:38
7. Miracle [Video] – 3:40

### Royaume-Uni singles
- CD 1 - 2-track

1. Miracle [Radio Edit] – 2:46
2. Miracle [After Dark Version] – 3:10

- CD 2 - 8-track

1. Miracle [Radio Edit] – 2:46
2. Miracle [Original Mix] – 6:07
3. Miracle [Socialites Mix] – 6:50
4. Miracle [Alex M Extended Remix] – 6:44
5. Miracle [Northstarz Remix] – 6:12
6. Miracle [Joey Riot Mix] – 6:28
7. Miracle [Video Edit] – 3:38
8. Miracle [Video] – 3:40

## Classement des ventes
| Pays (2004)      | Meilleure position |
| ---------------- | ------------------ |
| Autriche         | 24                 |
| Pays (2007)      | Meilleure position |
| Allemagne        | 32                 |
| Autriche         | 57                 |
| Espagne          | 14                 |
| États-Unis (Pop) | 40                 |
| Finlande         | 39                 |
| France           | 1                  |
| Irlande          | 4                  |
| Israël           | 2                  |
| Pays-Bas         | 6                  |
| Royaume-Uni      | 8                  |
| Suède            | 10                 |
| Suisse           | 85                 |